# Campionati mondiali juniores di ginnastica ritmica 2025
I Campionati mondiali juniores di ginnastica ritmica 2025 si sono svolti a Sofia, alla Armeets Arena, dal 18 al 22 giugno 2025. 

## Nazioni partecipanti
- Atleti Neutrali Autorizzati (3)
- Andorra (3)
- Argentina (2)
- Australia (9)
- Austria (4)
- Azerbaigian (10)
- Belgio (2)
- Bosnia ed Erzegovina (4)
- Brasile (8)
- Bulgaria (10)
- Canada (7)
- Cile (10)
- Cina (2)
- Colombia (3)
- Croazia (3)
- Cipro (4)
- Rep. Ceca (10)
- Ecuador (1)
- Egitto (9)
- Spagna (9)
- Estonia (9)
- Finlandia (8)
- Francia (3)
- Regno Unito (10)
- Georgia (10)
- Germania (9)
- Grecia (10)
- Hong Kong (4)
- Ungheria (9)
- India (4)
- Israele (10)*
- Italia (10)
- Giappone (8)
- Kazakistan (8)
- Kirghizistan (10)
- Corea del Sud (8)
- Kuwait (1)
- Lettonia (8)
- Libano (4)
- Lituania (9)
- Lussemburgo (2)
- Madagascar (1)
- Malaysia (10)
- Moldavia (8)
- Messico (9)
- Mongolia (2)
- Montenegro (2)
- Mauritius (1)
- Namibia (3)
- Paesi Bassi (2)
- Norvegia (8)
- Nuova Zelanda (2)
- Filippine (3)
- Polonia (9)
- Portogallo (7)
- Romania (2)
- Sudafrica (7)
- Singapore (2)
- Slovenia (4)
- San Marino (2)
- Serbia (2)
- Slovacchia (10)
- Siria (2)
- Thailandia (1)
- Taipei cinese (8)
- Tunisia (3)
- Turchia (8)
- Ucraina (10)
- Stati Uniti (10)
- Uzbekistan (9)
- Venezuela (1)

*Il 5 giugno la federazione israeliana ha annunciato di rinunciare alla partecipazione per l'impossibilità di viaggiare.

## Podi
| Evento               | Oro | Argento | Bronzo |
| A squadre            | | | |
| Classifica a squadre | Bulgaria | Stati Uniti | Uzbekistan |
| Individuale          | | | |
| Cerchio              | Magdalena Valkova | Akmaral Yerekesheva                                                                                                   | Natalie de la Rosa |
| Palla                | Akmaral Yerekesheva | Wang Qi | Nita Jamagidze |
| Clavette             | Zlata Arkatova | Farida Bahnas Kseniya Zhyzhych                                                                                        | Non assegnato |
| Nastro               | Akmaral Yerekesheva | Lina Heleika | Magdalena Valkova |
| A gruppi             | | | |
| All-around           | Bulgaria Raya Bozhilova Anania Dimitrova Elena Hristova Yoana Moteva Gabriela Traykova Ivayla Velkovska                | Brasile Andriely Cichovicz Júlia Colere Amanda Manente Alice Neves Clara Pereira                                      | Ucraina Ahata Bilenko Marharyta Melnyk Anastasiia Nikolenko Taisiia Redka Oleksandra Nikol Samoukina Kateryna Shershen |
| 5 clavette           | Ucraina Ahata Bilenko Marharyta Melnyk Anastasiia Nikolenko Taisiia Redka Oleksandra Nikol Samoukina Kateryna Shershen | Italia Flavia Cassano Elisa Maria Comignani Chiara Cortese Virginia Galeazzi Ginevra Pascarella Elisabetta Valdifiori | Bulgaria Raya Bozhilova Anania Dimitrova Elena Hristova Yoana Moteva Gabriela Traykova Ivayla Velkovska |
| 5 cerchi             | Bulgaria Raya Bozhilova Anania Dimitrova Elena Hristova Yoana Moteva Gabriela Traykova Ivayla Velkovska                | Brasile Andriely Cichovicz Júlia Colere Amanda Manente Alice Neves Clara Pereira                                      | Estonia Alexandra Ivahnenko Sofia Jakovleva Kristiina Jegorova Ekaterina Korzikskaja Anastasia Nemerovskaja Anna Karolina Obolonina Italia Flavia Cassano Elisa Maria Comignani Chiara Cortese Virginia Galeazzi Ginevra Pascarella Elisabetta Valdifiori |

## Medagliere
| Posiz. | Nazione      | Oro | Argento | Bronzo | Totale |
| ------ | ------------ | --- | ------- | ------ | ------ |
| 1      | Bulgaria     | 4   | 0       | 2      | 6      |
| 2      | Kazakistan   | 2   | 1       | 0      | 3      |
| 3      | Ucraina      | 1   | 0       | 1      | 2      |
| 4      | Kirghizistan | 1   | 0       | 0      | 1      |
| 5      | Brasile      | 0   | 2       | 0      | 2      |
| 5      | Egitto       | 0   | 2       | 0      | 2      |
| 7      | Italia       | 0   | 1       | 1      | 2      |
| 7      | Stati Uniti  | 0   | 1       | 1      | 2      |
| 9      | Cina         | 0   | 1       | 0      | 1      |
| 9      | Polonia      | 0   | 1       | 0      | 1      |
| 11     | Estonia      | 0   | 0       | 1      | 1      |
| 11     | Georgia      | 0   | 0       | 1      | 1      |
| 11     | Uzbekistan   | 0   | 0       | 1      | 1      |
| Totale | Totale       | 8   | 9       | 8      | 25     |